# Nationa
Nationa (łac. Diocesis Nationensis) – stolica historycznej diecezji w Cesarstwie rzymskim w prowincji Byzacena, współcześnie w Tunezji. Obecnie katolickie biskupstwo tytularne.

## Biskupi tytularni
| Lp. | Biskup                    | Funkcja                             | Od              | Do                |
| --- | ------------------------- | ----------------------------------- | --------------- | ----------------- |
| 1   | Alfred Michael Watson     | biskup pomocniczy Erie (USA)        | 17 maja 1965    | 17 marca 1969     |
| 2   | Francisco Funaay Claver   | biskup-prałat Malaybalay (Filipiny) | 18 czerwca 1969 | 15 listopada 1982 |
| 3   | Anthony Frederick Tonnos  | biskup pomocniczy Hamilton (Kanada) | 13 maja 1983    | 2 maja 1984       |
| 4   | Matthew Francis Ustrzycki | biskup pomocniczy Hamilton (Kanada) | 10 maja 1985    |                   |